# Ян Куропатва
Ян Куропатва з Ланьцухова гербу Шренява (пом. 1462) — військовий і державний діяч Королівства Польського, придворний королеви Софії Гольшанської, підкоморій люблінський (1439—1462), маршалок надвірний (1455—1459); староста сяноцький (1442—1446), холмський (1447, 1455—1462), освенцимський (1453).

## Життєпис
Народився Ян, імовірно, на початку XV століття, був сином Яська (Яна) Куропатви з Ґродзін і Ланьцухова, старости, ловчого та судді люблінського, й Ельжбети з Відухової, доньки Пашка Злодзея з Пільховиців і Біскупиців, каштеляна бецького. Після смерті батька 1418 року Ян Куропатва взяв опікуном на 6 років каштеляна люблінського Яна зі Щекоцинів — на той час йому могло бути близько 9 років. Опікун розпоряджався всім маєтком молодого Куропатви, за що останній отримував 40 гривень річної пенсії. За однією з версій, у молоді роки перебував на Вавелі як придворний і прихильник королеви Софії Гольшанської, вперше згадується в документах у цій якості 1424 року. Натомість Єжи Шперка вважає, що тут згадується його стриєчний брат, син Якуша з Ґродзіни.
У 1430-х роках перебував на королівській службі, виконував обов'язки королівського посланця. Незадовго до Великодня 1430 року, Ян Куропатва разом із Якубом Надобним із Роґова, Фридериком Острозьким і мазов'янином гербу Роґаля (або Вісселом із Козоліна) зібрали групу розбійників і на Великдень здійснили збройний напад на Ясногірський монастир і місто Ченстохову. Ян Длугош припускає, що причиною рішення про цей напад стали борги молодих придворних. Зловмисники, не знайшовши в монастирі жодних цінностей, викрали церковне начиння та оздоблення, а потім зірвали Ченстоховську ікону Божої Матері. Вона була скинута на землю та розбита на три дошки, на яких була намальована. Звідтоді на образі з'явилися порізи. Зловмисники втекли зі здобиччю, але їх швидко спіймали й ув'язнили у Вавельській вежі. Однак довго вони там не затрималися. Оскільки всі четверо організаторів пограбування були лицарями, відомими на краківському дворі, інші придворні поручилися за них, і 26 травня 1430 року вони були звільнені. За Яна Куропатву поручилися брати Варш і Кристин з Острова. Пізніше на суді 19 липня за нього поручилися краківські бурґграфи Анджей Ґалка з Нєджьвєдзя та Ян Челюстка зі Страдова. Під загрозою штрафу 1000 гривень Ян мав постати перед королем Владиславом Яґайлом після повернення короля до Кракова. Здається, Яґайло не надто суворо його покарав, бо той уже був у своєму маєтку в Ланьцухові в січні наступного року.
Діяльність Яна Куропатви в наступні роки, ймовірно, була мотивована бажанням змінити вкрай негативне до себе ставлення, яке він отримав через це пограбування. Додаткові підозри проти нього викликали чутки про приналежність злочинців до гуситського руху, прихильників релігійної реформи, ініційованої Яном Гусом у Чехії. Ці підозри, скоріш за все, були помилковими, але вони сприяли створенню легенди про «напад гуситів на Ясну Гору» та навіть античеським бунтам у Кракові.
Ян Куропатва взяв участь у польсько-тевтонській війні 1431—1435 років. Зокрема, він імовірно міг бути учасником військових дій на Волині 1431 року, в яких його давній спільник, Якуб Надобний із Роґова, загинув під час облоги Луцька.
Після смерті Владислава Ягайла (1434), під час неповноліття його сина Владислава Варненчика, Куропатва опинився в групі політичних опонентів краківського єпископа Збіґнєва Олешьніцького, який фактично правив у той час у Польщі. Цю опозицію підтримала королева Софія, яка була розлучена з сином і не мала впливу на перебіг державних справ. Після поразки під Ґротниками Куропатва залишився на боці королеви Софії, перебуваючи з її двором переважно в Бечі та Сяноку, де збирали свої сили супротивники Олешьніцького та його партії. Найімовірніше, Ян брав участь у поході польського допоміжного корпусу під командуванням Якуба з Кобилян на Литву в 1435 році та разом з ним брав участь у битві на річці Швентої (Святій) біля Вількомира. Під час битви, в ході якої польсько-литовські війська розгромили відділи Свидригайла, Ян Куропатва взяв у полон деяких тевтонців, зокрема двох важливих тевтонських лицарів — Гайнріха фон Нотлебена i Петера Весселера, яких потім утримував у своєму дворі в Ланьцухові з метою отримання викупу. Ці лицарі просили пароха старого міста Торуня, щоб їх викупили з полону, також просили підтримки великого магістра Тевтонського ордену й ландмаршала інфлянтського. Обидва лицарі були викуплені 1437 року, зокрема Гайнріх фон Нотлебен — за 1600 угорських флоринів.
Завдяки своїм заслугам у війнах і фінансовій участі в королівських потребах Ян із Ланьцухова знову став королівським придворним. Про його участь у придворних політичних іграх свідчить підписання ним 1439 року конфедерації Спитка з Мельштина. Незважаючи на це, вже на переломі вересня/жовтня цього ж року Куропатва отримав від короля посаду підкоморія люблінського, яку обіймав до кінця життя. Паралельно він згадується як підкоморій землі луківської.
За дорученням королеви Софії 1440 року він відвіз до Великого князівства Литовського її 12-річного сина Казимира як намісника в Литві короля Владислава. Куропатва був опікуном королевича, зокрема й тоді, коли останній став великим князем литовським. Протягом 1442—1446 років, завдяки протекції королеви, був сяноцьким старостою. За ці роки він відремонтував Сяноцький замок і перетворив його на резиденцію королеви. Під час безкоролів'я, після трагічної загибелі Владислава Варненчика під Варною 1444 року, Куропатва був рішучим прихильником кандидатури князя Казимира Ягеллончика на польський престол.
Після того, як останній 1447 року став королем, Ян Куропатва став його вірним слугою. 1447 року на короткий період став старостою холмським, а вже від 1455 року отримав цей уряд назавжди як нагороду за військові заслуги. Перебуваючи на цій посаді, Ян від імені короля засідав у судах у Холмі, Красноставі та Грубешеві, організовував оборону земель від набігів татар, в ієрархії земських достойників випереджав навіть холмського каштеляна. Хоча, є й негативні відгуки про перебування Яна на посаді старости. Так, Ян Щасний Гербурт у «Розмислі про народ руський» згадує, що «вигнала із староства Холмського за Казимира Ягеллончика руська шляхта Куропатву». Ян Ритв'янський на Пйотркувському з'їзді 1459 року у своїй промові детально описав та надав докази зловживань тогочасних урядників, зокрема "ґвалти", вчинені над особами та майном обивателів холмським старостою Куропатвою.
1452 року відбувся напад військ князів освенцимського Яна і тошецького Пшемислава на Малопольщу. Наступного року король вислав проти них військові відділи на чолі з Яном Куропатвою, старостою люблінським Яном зі Щекоцинів і старостою севезьким Пйотром Шафранцем. Перші двоє взяли в облогу замки Освенцим і Волек, здобули їх і примусили Яна освенцимського до капітуляції. Князь Ян був змушений віддати в заставу все Освенцимське князівство до виплати компенсації за збитки. Казимир Ягеллончик у нагороду надав Янові Куропатві титул старости освенцимського та бурґграфа тамтешнього замку. Врешті-решт, князь освенцимський визнав зверхність польського короля, а 1457 року він остаточно продав своє князівство польській короні за 50 000 гривень.
У 1450-х роках Ян Куропатва був учасником тринадцятирічної війни 1454—1466 років з Тевтонським орденом. Під час неї, за неприсутності біля монарха чинного маршалка Яна Бейзата з Мокрського, у 1455—1459 роках був надвірним маршалком. 1 травня 1457 року супроводжував короля під час його урочистого в'їзду до Ґданська. Щоправда, під час цього походу Куропатва влітку в ґданських корчмах заставив своє рухоме майно та обладунки, без яких не міг воювати. Король навіть вимагав у ґданської міської ради викупу цього майна, адже потребував участі Яна у військових діях.
Стратегія Яна Куропатви щодо зміни негативного ставлення до нього шляхом військової діяльності та участі у військових експедиціях виявилася ефективною. Крім того, він також вкладав значні кошти у свою громадську діяльність — ймовірно, на це він витратив більшу частину викупу за тевтонських лицарів, додатково позичаючи гроші під заставу нерухомості, а частину з них продав. З тих грошей, зокрема, він подарував королеві Казимирові Ягеллончику 1459 року 480 угорських флоринів на оплату затяжного війська. Натомість король записав йому свої майбутні доходи з Холму, Грубешева та Черничина. 1461 року позичив королеві 270 гривень, записаних на королівщині Ленчна в Люблінській землі.
Куропатва також був прихильником включення до складу Корони Белзької землі, яка тоді перебувала у володінні плоцької гілки мазовецьких П'ястів. Коли на початку 1462 року князі Земовит VI і Владислав II померли з різницею в кілька тижнів, Куропатва від імені короля здійснив успішне посольство на місцевий сеймик, щоб переконати місцеву шляхту прийняти плани короля.
Помер Ян Куропатва 1462 року.

## Маєтності
Попри активну політичну та військову діяльність, Ян Куропатва не створив, як інші в цей період, магнатські статки. Після смерті батька 1421 року Ян одідичив двір і маєток у Ланьцухові в Холмському повіті та Волю Ланьцуховську в Люблінському повіті. 1422 року продав село Ґрабін, 1427 року продав Лисолає і заставив Мілеюв. Наступного року заставив Роґалиці. При розмежуванні з матір'ю Ельжбетою, яка вдруге вийшла заміж за Міколая з Бєхова, як посаг передав подружжю 1429 року село Серники. 1442 року заставив села Мілеюв, Бистрицю і Стшижовиці, виручену готівку позичив королю за запис доходів на Парчеві. 1443 року продав Венґельце за 200 гривень, а 1445 року Собяновиці за 560 гривень.`

## Сім'я
З дружиною Ядвіґою з Янікова званою Нерадка мали 5 дітей:
- Ян (пом. між 1471 і 1475 рр.) — дідич батьківських маєтків;
- Станіслав[pl] (пом. 1520) — староста люблінський, парчевський і холмський, каштелян холмський.
- Ядвіґа звана Бурнета — дружина каштеляна холмського Анджея Волчка з Каменя;
- Катажина — дружина Адама Піва з Опольська;
- Анна — дружина Яна Цьолка з Желехова[33].

## У культурі
Ян Куропатва є одним із героїв трилогії Анджея Сапковського «Сага про Рейневана».